# Jörn Rüsen
Jörn Rüsen (Duisburgo, 19 de octubre de 1938) es un historiador y filósofo de la historia alemán. Sus investigaciones abordan principalmente los ámbitos de la teoría y la metodología de la historia, la historiografía, y la enseñanza de la historia. 
Rüsen estudió Historia, filosofía, literatura y pedagogía en la Universidad de Colonia. Obtuvo su doctorado en 1966 con un trabajo sobre la teoría de la historia de Johann Gustav Droysen. De 1974 a 1989 fue profesor en la Universidad de Bochum. En 1989 fue transferido a la Universidad de Bielefeld, un importante foco de investigaciones históricas en Alemania de la segunda mitad del siglo XX, a la cual estaban ligados historiadores como Jürgen Kocka, Reinhart Koselleck, y Hans-Ulrich Wehler. En 1997 fue transferido a la Universidad de Witten a la cual se encuentra vinculado hasta la actualidad. Rüsen fue director del Centro de Investigaciones Interdisciplinares (Zentrum für interdisziplinäre Forschung) en Bielefeld . Fue también presidente, de 1997 a 2007, del Instituto de Altos Estudios en Ciencias Humanas de Essen (Kulturwissenschaftliches Institut Essen).

## Publicaciones principales
- (2006) Kultur macht Sinn: Orientierung zwischen Gestern und Morgen. Köln: Böhlau.
- (2005) History: Narration, Interpretation, Orientation. New York: Berghahn.
- (2003) Kann Gestern besser werden? Essays zum Bedenken dé Geschichte. Berlin: Kadmos.
- (2002) Geschichte im Kulturprozess. Köln: Böhlau.
- (2001) Zerbrechende Zeit. Über den Sinn dé Geschichte. Köln: Böhlau.
- (1994) Historisches Lernen. Grundlagen und Paradigmen. Köln: Böhlau.
- (1994) Historische Orientierung : über die Arbeit des Geschichtsbewusstseins, sich in dé Zeit zurechtzufinden. Köln: Böhlau.
- (1993)  Konfigurationen des Historismus: Studien zur deutschen Wissenschaftskultur. Frankfurt am Main : Suhrkamp.
- (1993) Studies in Metahistory. Pretoria: HSRC.
- (1992) Geschichte des Historismus: eine Einführung (en coautoría con Friedrich Jaeger). München: C. H. Beck.
- (1990) Zeit und Sinn: Strategien historischen Denkens. Frankfurt am Main: Fischer.
- (1989) Lebendige Geschichte: Grundzüge einer Historik III: Formen und Funktionen des historischen Wissens. Göttingen: Vanderhoeck & Ruprecht.
- (1986) Rekonstruktion dé Vergangenheit. Grundzüge einer Historik II: die Prinzipien dé historischen Forschung. Göttingen: Vanderhoeck & Ruprecht.
- (1983) Historische Vernunft. Grundzüge einer Historik I: Die Grundlagen dé Geschichtswissenschaft. Göttingen: Vanderhoeck & Ruprecht.
- (1976) Für eine erneuerte Historik : Studien zur Theorie dé Geschichtswissenschaft. Stuttgart: Frommann-Holzboog.
- (1969) Begriffene Geschichte. Genesis und Begrundung dé Geschichtstheorie J.G. Droysens. Paderborn: Schöningh.

## Publicaciones en español
- (2014) Tiempo en ruptura. México : Universidad Autónoma Metropolitana, ISBN: 9786072803008